# Bartolomeo Aimo
Bartolomeo Aimo (Virle Piemonte, 24 september 1889 - Turijn, 1 december 1970) was een Italiaans wielrenner.

## Belangrijkste overwinningen
1921
- Tour des Alpes Apuanes

1922
- 5e etappe Ronde van Italië
- 9e etappe Ronde van Italië

1923
- 2e etappe Ronde van Italië
- Ronde van Piëmont

1924
- 1e etappe Ronde van Italië

## Resultaten in voornaamste wedstrijden
| Jaar | Ronde van Italië | Ronde van Frankrijk | Ronde van Spanje |
| ---- | ---------------- | ------------------- | ---------------- |
| 1919 |                  |                     |                  |
| 1920 |                  |                     |                  |
| 1921 | ↑                |                     |                  |
| 1922 | ↑ (2)            |                     |                  |
| 1923 | ↑ (1)            |                     |                  |
| 1924 | opgave (1)       | 4e                  |                  |
| 1925 |                  | ↑ (1)               |                  |
| 1926 |                  | ↑ (1)               |                  |
| 1928 | ↑                |                     |                  |

| Jaar | Milaan-San Remo | Parijs-Roubaix | Ronde van Lombardije | Parijs-Tours | Parijs-Brussel |
| ---- | --------------- | -------------- | -------------------- | ------------ | -------------- |
| 1919 | 22e             |                |                      |              |                |
| 1920 |                 |                | 19e                  |              |                |
| 1921 | 12e             |                | 10e                  |              |                |
| 1922 | ↑               |                | Brons                |              |                |
| 1923 | 6e              |                |                      |              |                |
| 1924 | 10e             |                |                      | 4e           |                |
| 1925 |                 | 51e            | 6e                   |              | 16e            |
| 1926 |                 | 34e            |                      |              |                |
| 1928 | 10e             |                |                      |              |                |